# Singenbach
Singenbach ist ein Pfarrdorf und Ortsteil der oberbayerischen Gemeinde Gerolsbach im Landkreis Pfaffenhofen an der Ilm.

## Geschichte
Eine erste Kirchengründung wird zur Zeit des Bischofs Atto von Freising im Jahre 784 erwähnt. Im 11. Jahrhundert wurde durch die Edlen von Munninpach der Besitz zu einer geschlossenen Hofmark ausgebaut. 1422 kommt die Hofmark, wohl durch Erbteilung, an die Herren von Frauenberg-Taufkirchen. Die katholische Filialkirche Sankt Stephan  stammt aus dieser Zeit. Minnenbach wurde um 1580 in Singenbach umbenannt. Die Freiherren von Niedermayr waren dann im 17. und 18. Jahrhundert Inhaber der Hofmark Singenbach. Die katholische Pfarrkirche Mariä Himmelfahrt in Maria Zell stammt aus dem 15. Jahrhundert, der Turm wurde im 19. Jahrhundert erneuert. Die 1818 mit dem bayerischen zweiten Gemeindeedikt begründete Gemeinde Singenbach mit den Teilorten Ankertshausen, Dallach, Duckenried, Eulenthal, Leithen, Oberbuch, Oberzell, Pitzlhof, Weilerau, Wolfertshausen und Zaderhof war bis 1848 dem Freiherr von Niedermair'schen Patrimonialgericht zugeordnet und verlor am 1. Januar 1978 seine Selbstständigkeit. Sie wurde in die Gemeinde Gerolsbach eingegliedert.
Die Gemeinde gehörte seit der Trennung von Justiz und Verwaltung am 1. Juli 1862 zum Bezirksamt beziehungsweise (ab 1939 umbenannt) Landkreis Schrobenhausen; bei der Landkreisreform kam die Kommune am 1. Juli 1972 zum Landkreis Pfaffenhofen an der Ilm.

## Wappenbeschreibung
Unter rotem Schildhaupt, darin ein waagrechter silberner Pfeil, in Gold rechts ein von Silber und Blau gespaltener Pfahl, links ein blauer Wellenpfahl. 